# Češi v Chile
Čechy v Chile se rozumí migrační hnutí z historických regionů, které tvoří Českou republiku: Čechy, Morava a Slezsko, do Chile. Vzhledem k tomu, že je Česká republika relativně novým státem, vytvořeným po zániku Československa v roce 1993, je obtížné přesně určit, co se týká toho, co je „české“ jako takové; zatímco pro některé jde o pojem politického národa, jiní  Čechy považují za čistě etnickou skupinu, zcela vyjímající jiné skupiny, jako jsou čeští Židé nebo Sudetští Němci. I když historicky není výskyt české diaspory tak početný jako přítomnost jiných evropských imigrantů v zemi Jižního kuželu, v roce 2016 šlo o pátou největší českou diasporu v Americe. Český velvyslanec v Chile Jiří Jiránek odhadoval, že v minulosti z území dnešního Česka a Slovenska přišlo do země okolo 2 000 lidí. Bylo to výrazně méně než českých přistěhovalců do Argentiny nebo Brazílie.

## Sudetští Němci

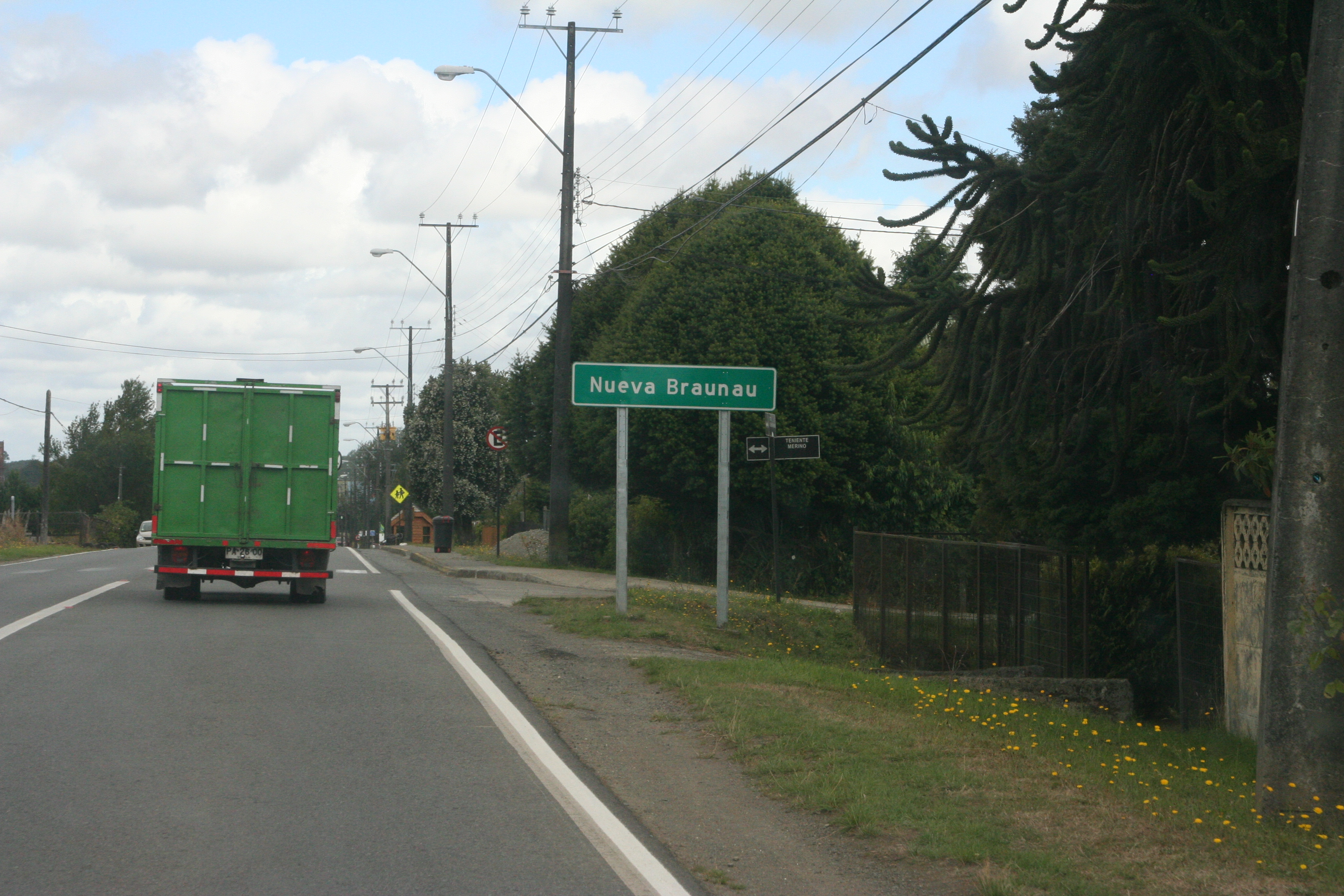
Vjezd do Nueva Braunau

Vesnice Nueva Braunau (Nový Broumov), část města Puerto Varas v oblasti Los Lagos na jihu Chile bylo založeno skupinou německy mluvících přistěhovalců z dnešního českého města Broumov, kteří se považovali za etnické Němce ze Sudet, když území patřilo k Rakousko-Uhersku.
Po vysídlení Němců z Československa na konci druhé světové války emigrovala do Jižní Ameriky nová skupina Čechů[ujasnit] ze Sudet, která se v chilském případě usadila hlavně v německých koloniích na jihu země.

## Československé imigrace

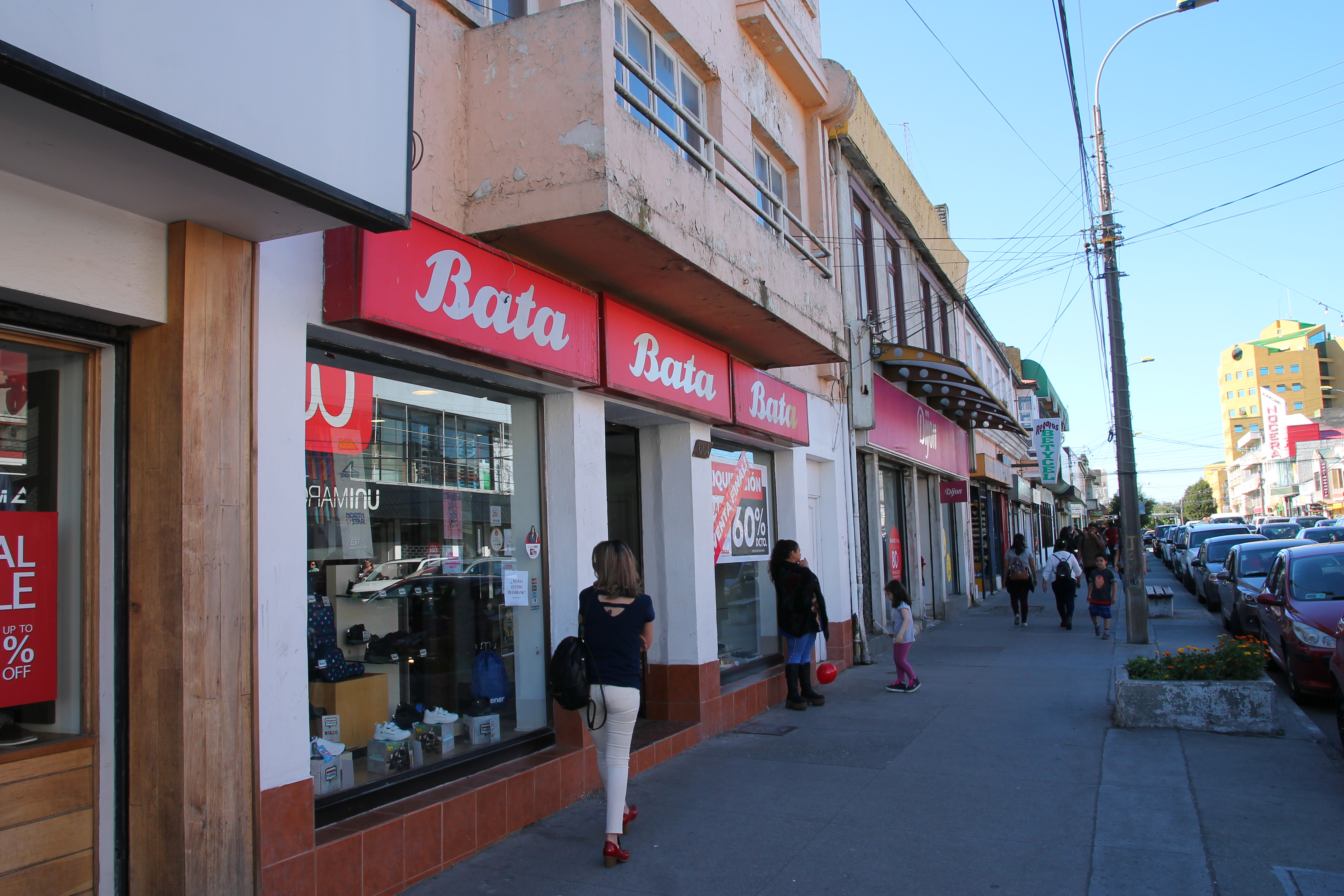
Nejjižnější obchod Baťa na světě, Punta Arenas

Od vzniku Československa v roce 1918 proběhly menší migrační vlny Čechů na chilské území. O politický azyl požádali někteří Češi v Chile po založení socialistického státu v roce 1948. Firma Baťa, která otevřela v Chile svou první továrnu a obchod v roce 1939 ve městě Peñaflor, se stala jednou z největších továren v zemi a modelem sociálního zabezpečení pro své zaměstnance. Na počest zakladatele a majitele Tomáše Bati založili dělníci v roce 1940 Sportovní klub Thomas Bata. Společnost Baťa dodnes na území Chile provozuje síť obchodů, nejjižnějším z nich je obchod v Punta Arenas.
Během okupace Československa nacistickým Německem dorazila do Chile skupina českých Židů, která tak unikla holocaustu a následným konfiskacím a perzekucím komunistického režimu.

## Současná česká komunita
V letech 1941–1944 působila v Santiagu de Chile krajanská organizace Československé národní sdružení. Česká republika i Chile obnovily demokracii během stejného období a obě země ukončily totalitní režim protikladných ideologií: Československo v roce 1989 sametovou revolucí a Chile v roce 1990 přechodem od vojenské diktatury k demokracii, což pro oba národy znamenalo mezinárodní otevření. 
V roce 2013 žilo v Chile okolo 200 Čechů. Hlavní organizací české kolonie sídlící v zemi je Chilsko-český kruh (španělsky Círculo Chileno-Checo). Ta mimo jiné pořádá sociokulturní aktivity pro šíření české kultury v zemi a stejným způsobem spolupracuje s českým velvyslanectvím v Chile, organizují umělecké prezentace a workshopy, slaví české svátky, jako je například Svatý Václav, sponzorují Školu České republiky Peñaflor (Escuela República Checa de Peñaflor).
V historickém centru Santiaga de Chile byla ulice pojmenována Lídice, na památku Čechů zavražděných nacisty jako pomsta za úspěšný atentát na vojenského důstojníka Reinharda Heydricha, říšského protektora Protektorátu Moravy a Čech. Ulice pojmenovaná po Lidicích se nachází i ve Viñe del Mar.

## Významní Češi v Chile
Mezi Čechy, kteří v Chile vynikli, patří podnikatel Milan Platovsky, sportovec Benedikt Kocián který v zemi představil volejbal, šachový hráč Walter Ader, malíř František Ota, filozof Ernst Tugendhat, který pracoval čtyři roky na Papežské katolické univerzitě v Santiagu de Chile a rodina Kantorů, která vyniká v oboru podnikání jako zakladatelé společnosti Dimacofi a v politickém světě je známá díky ministryni sportu Pauline Kantor (ve funkci 2018–2019). 
Český inženýr Pavel Pavel vyvinul vědeckou teorii o tom, jak byly na Velikonočním ostrově postaveny sochy Moai, proto v letech 1986 až 2003 na tento polynéský ostrov patřící k Chile vedl několik výprav.